# Terra e Paixão
Terra e Paixão je brazilska telenovela koju je kreirao Walcyr Carrasco. Emitirao se na TV Globo od 8. svibnja 2023. do 19. siječnja 2024. Glume Cauã Reymond, Bárbara Reis, Johnny Massaro, Paulo Lessa, Débora Falabella, Agatha Moreira, Tony Ramos i Glória Pires.

## Uloge
- Cauã Reymond - Caio Meirelles La Selva
- Bárbara Reis - Aline Barroso Machado
- Johnny Massaro - Daniel La Selva
- Paulo Lessa - Jonatas dos Santos
- Débora Falabella - Lucinda do Carmo Amorim
- Agatha Moreira - Graça Borghin Junqueira
- Tony Ramos - Antônio La Selva
- Glória Pires - Irene Pinheiro La Selva
- Eliane Giardini - Agatha Santini La Selva
- Tatá Werneck - Anely do Carmo / Rainha Delícia
- Rainer Cadete - Luigi San Marco[3]
- Débora Ozório - Petra La Selva
- Ângelo Antônio - Raul Andrade Amorim (Andrade)
- Leandro Lima - Delegado Marino Guerra
- Jonathan Azevedo - Odilon Tavares
- Leona Cavalli - Gladys Borghin Junqueira
- Cláudio Gabriel - Tadeu Junqueira
- Thati Lopes - Berenice Aureliana (Berê)
- Alexandra Richter - Berenice Ferreira (Nice)
- Maicon Rodrigues - Rodrigo[4]
- Charles Fricks - Ademir La Selva
- Tatiana Tiburcio - Jussara Barroso Machado
- Camilla Damião - Menah dos Santos
- Flávio Bauraqui - Gentil dos Santos
- Igor Angelkorte - Dr. Henrique Sampaio
- Gil Coelho - César Verdelho
- Suyane Moreira - Iraê Guató
- Renata Gaspar - Mara Mamberti
- Inez Viana - Angelina Assunção
- Jeniffer Dias - Victória Castro
- Kizi Vaz - Nina[5]
- Valéria Barcellos - Luana Shine
- Bruna Aiiso - Dr. Laurita Corrêa
- Daniel Munduruku - Xamã Jurecê Guató
- Mapu Huni Kui - Raoni Guató[6]
- Lourinelson Vladimir - Elias Mamberti[7]
- Amaury Lorenzo - Ramiro Neves
- Diego Martins - Kelvin
- Tairone Vale - Ruan Alves
- Natascha Stransky - Silvia[8]
- Rafaela Cocal - Yandara Guató[9]
- Márcio Tadeu - Juvenal Mourão
- Natalia Dal Molin - Graciara
- Letícia Laranja - Flor da Conceição
- Paulo Roque - Sidney
- Samir Murad - Pablo Ozen
- Rafael Gualandi - Enzo
- Edvana Carvalho - Lúcia
- Merícia Cassiano - Iná
- Ignácio Luz - Fernando "Nando"
- Matheus Assis - João Barroso Machado
- Felipe Melquiades - Cristian Kuerton Andrade
- Maria Carolina Basilio - Rosa
- Izabela Cardin - Melina Gonzales
- Susana Vieira - Cândida Rossini

## Vanjske poveznice
- Službena stranica